# HD 86226 b
HD 86226 b (بالإنجليزية: HD 86226 b)‏ الذي يرمز له بالرمز HD 86226b، هو كوكب خارج المجموعة الشمسية، في كوكبة الشجاع، يتبع HD 86226 ‏.

## الاكتشاف
اكتشف في 26 يناير 2010.